# Rivière au Vison Ouest
Rivière au Vison Ouest är ett vattendrag i Kanada.   Det ligger i provinsen Québec, i den sydöstra delen av landet, 400 km norr om huvudstaden Ottawa.
I omgivningarna runt Rivière au Vison Ouest växer i huvudsak blandskog. Trakten runt Rivière au Vison Ouest är nära nog obefolkad, med mindre än två invånare per kvadratkilometer.